# Секст Юлий Фронтин
Секст Юлий Фронтин (на латински: Sextus Iulius Frontinus) е римски сенатор и писател.

## Биография
През 70 г. Фронтин е претор urbanus и 73-ти суфектконсул. През 74/75 г. той става управител на провинция Британия след Квинт Петилий Цериалис. Той подчинява силурите и държи другите британски племена под контрол, докато през 79/80 е сменен от Гней Юлий Агрикола. През 97 г. става главен отговорник за акведуктите в Рим (curator aquarum) – задача, поверявана на личности с много добро име. През следващата година (98 г.) е за втори път консул. Неговият трети консулат (consul ordinarius) е през 100 г., заедно с император Траян. Освен това той е член Авгурския колег (негов наследник там става Плиний Млади).
Фронтин не желае да има паметник на своя гроб. Плиний Млади го цитира за това с думите: „Трудът за един паметник е излишен. Споменът за нас ще остане, ако ние чрез нашия живот сме го заслужили.“

## Произведения
- De aquis urbis Romae, в две книги за водоснабдяването на Рим и историята на акведуктите в Рим, написана, когато през 97 г. става за шест години curator aquarum.
- Strategematicon libri III, военни стратагеми (военни списъци) от гръцката и римска история за офицери.
- De re militari, теория на военното дело, която не е запазена.
- Agrimensoren, за измерване на земята.

Съвременни издания
- Cezary Kunderewicz (Hrsg.): De aquaeductu urbis Romae (De aquis urbis Romae). Teubner, Leipzig 1973.
- Robert Howard Rodgers (Hrsg.): De aquaeductu urbis Romae. Cambridge Univ. Press, Cambridge 2004. ISBN 0-521-83251-9
- Robert I. Ireland (Hrsg.): Iuli Frontini Strategemata. Teubner, Leipzig 1990. ISBN 3-322-00746-4

Преводи на съвременни езици
- Frontinus-Ges. e.V. (Hrsg.): Wasserversorgung im antiken Rom. Sextus Iulius Frontinus, curator aquarum. 4. verb. Aufl. Oldenbourg, München, Wien 1989. ISBN 3-486-26118-5
- Manfred Hainzmann (Übers.): Wasser für Rom: die Wasserversorgung durch Aquädukte. Artemis-Verl, Zürich [u. a.] 1979. ISBN 3-7608-4060-4
- Gerhard Bendz (Übers. und Hrsg.): Kriegslisten: lateinisch und deutsch. Akademie-Verl, Berlin 1963.
- Michael Peachin: Frontinus and the curae of the curator aquarum. Steiner, Stuttgart 2004, ISBN 3-515-08636-6.